# Премія Шао
Премія Шао Іфу чи Премія Шао (邵逸夫獎, Shào Yìfū jiǎng, англ. The Shaw Prize) — щорічна міжнародна наукова премія, яку присуджує Shaw Prize Foundation (Гонконг). Створена у листопаді 2002 року за сприяння філантропа Шао Іфу, одного з засновників китайського кіно, продюсера, кіно- і телемагната (більш відомого на Заході як Ран Ран Шоу), і отримала ім'я на його честь.

## Основна інформація
Премія призначена для прижиттєвого нагородження «учених, незалежно від раси, громадянства і релігійних поглядів, які здійснили вагомі відкриття в академічних і наукових дослідженнях, і робота яких справила великий позитивний вплив на людство». У ЗМІ, а також в наукових колах премію часто називають «Нобелівською премією сходу».
Премію Шао присуджують прижиттєво, за відкриття і досягнення в галузі астрономії, наук про життя і медицини (спільна категорія) і математики, при цьому пріоритет надається ученим, які є активними у відповідній галузі знань, і нещодавнім досягненням. Кандидати на премію номінуються у вересні-листопаді попереднього року запрошеними експертами у відповідних областях. Лауреати премії оголошуються влітку в пресі і у присвяченій цьому програмі телеканалу TVB Jade. церемонія нагородження проходить ранньою осінню поточного року, під час якої лауреати отримують медаль і сертифікат про нагородження.
Подібно Нобелівській премії, лауреатів безпосередньо поздоровляє і вручає їм нагороди перша особа держави, в цьому випадку голова уряду Спеціального адміністративного району Гонконг. При першому нагородженні цей обов'язок виконував Тун Кіньва, у 2005 році — в. о. голови Рафаель Хуей, у 2012 — чинний голова уряду Лен Чаньїн. Найбільшу кількість нагороджень (з 2006 по 2011 рік) провів колишній голова уряду Гонконгу Дональд Цанг.
На аверсі медалі зображений рельєфний портрет Шао Іфу і назва призу англійською та китайською мовами, на реверсі — рік, категорія премії (також англійською та китайською), ім'я лауреата і квадратна печатка-інчжан з афоризмом філософа Сюнь-цзи (кит.: 制天命而用之, що означає «Хапай закони Небес і використовуй їх»). До премії додається грошова нагорода, еквівалентна одному мільйону доларів США на категорію, яка порівну ділиться між учасниками.

### Статистика
До кінця 2012 року було присуджено 28 премій (включно з подвійною премією з медицини і наук про життя у 2004 році), які були поділені між 48 лауреатами. Сім лауреатів премії пізніше отримали Нобелівську премію. Абсолютна більшість лауреатів — американські вчені (на 2012 рік — 25, з них половина працює в університетах Каліфорнії або працювали там на момент здійснення відкриття), на другому місті — британські (7) на третьому — російські, німецькі і канадські (по 2 лауреати).

## Лауреати премії Шао

### Астрономія

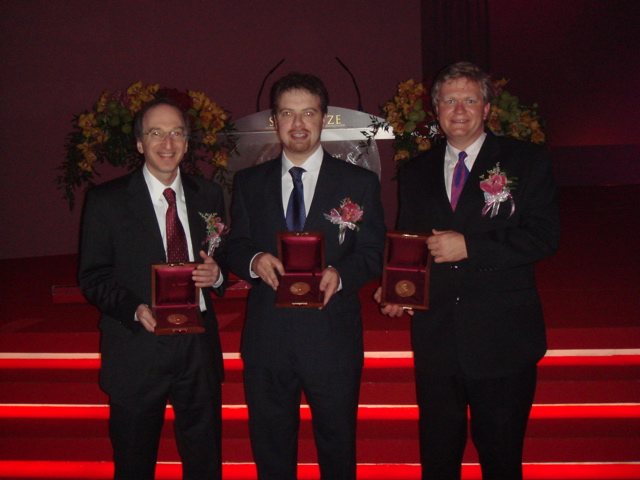
Сол Перлматтер, Адам Рісс і Брайн Шмідт (з ліва направо), які у 2006 році спільно здобули премію з астрономії

| Рік  | Лауреати             | Країна          | Формулювання нагородження |        |
| ---- | -------------------- | --------------- | --- | ------ |
| 2004 | Джеймс Піблс         | Канада          | За його новаторський вклад в космологію. Він заклав основу для майже всіх сучасних досліджень в космології, теоретичних і практичних, перетворивши галузь, повну припущень, на точну науку. Оригінальний текст (англ.) [For his groundbreaking contribution to cosmology. He laid the foundations for almost all modern investigations in cosmology, both theoretical and observational, transforming a highly speculative field into a precision science.] Помилка: {{Lang}}: не вказано код мови (допомога) |        |
| 2005 | Джеффрі Марсі        | США             | За відкриття і визначення орбіт і мас перших планет, що обертаються навколо інших зірок, яке революціонізує наше розуміння процесів формування планет і планетних систем. Оригінальний текст (англ.) [For finding and characterizing the orbits and masses of the first planets around other stars, thereby revolutionizing our understanding of the processes that form planets and planetary systems.] Помилка: {{Lang}}: не вказано код мови (допомога) |        |
| 2005 | Мішель Майор         | Швейцарія       | За відкриття і визначення орбіт і мас перших планет, що обертаються навколо інших зірок, яке революціонізує наше розуміння процесів формування планет і планетних систем. Оригінальний текст (англ.) [For finding and characterizing the orbits and masses of the first planets around other stars, thereby revolutionizing our understanding of the processes that form planets and planetary systems.] Помилка: {{Lang}}: не вказано код мови (допомога) |        |
| 2006 | Сол ПерлматтерNP     | США             | За відкриття прискореного розширення Всесвіту і гіпотезу про наявність в ній енергетичної щільності, яка не зникає навіть за відсутності матерії і випромінення. Оригінальний текст (англ.) [For discovering that the expansion rate of the universe is accelerating, implying in the simplest interpretation that the energy density of space is non-vanishing even in the absence of any matter and radiation.] Помилка: {{Lang}}: не вказано код мови (допомога) |        |
| 2006 | Адам РіссNP          | США             | За відкриття прискореного розширення Всесвіту і гіпотезу про наявність в ній енергетичної щільності, яка не зникає навіть за відсутності матерії і випромінення. Оригінальний текст (англ.) [For discovering that the expansion rate of the universe is accelerating, implying in the simplest interpretation that the energy density of space is non-vanishing even in the absence of any matter and radiation.] Помилка: {{Lang}}: не вказано код мови (допомога) |        |
| 2006 | Браян ШмідтNP        | Австралія       | За відкриття прискореного розширення Всесвіту і гіпотезу про наявність в ній енергетичної щільності, яка не зникає навіть за відсутності матерії і випромінення. Оригінальний текст (англ.) [For discovering that the expansion rate of the universe is accelerating, implying in the simplest interpretation that the energy density of space is non-vanishing even in the absence of any matter and radiation.] Помилка: {{Lang}}: не вказано код мови (допомога) |        |
| 2007 | Пітер Голдрайх       | США             | За видатні прижиттєві досягнення в теоретичній астрофізиці і планетології. Оригінальний текст (англ.) [In recognition of his lifetime achievements in theoretical astrophysics and planetary sciences.] Помилка: {{Lang}}: не вказано код мови (допомога) |        |
| 2008 | Райнгард Генцель     | Німеччина       | За видатний внесок у демонстрацію наявності надмасивної чорної діри в центрі Чумацького Шляху. Оригінальний текст (англ.) [In recognition of his outstanding contributions in demonstrating that the Milky Way contains a supermassive black hole at its centre.] Помилка: {{Lang}}: не вказано код мови (допомога) |        |
| 2009 | Френк Шу             | США             | За видатний прижиттєвий внесок в теоретичну астрономію. Оригінальний текст (англ.) [In recognition of his outstanding life-time contributions in theoretical astronomy.] Помилка: {{Lang}}: не вказано код мови (допомога) |        |
| 2010 | Чарлз Беннетт        | США             | За провідну роль в експерименті Wilkinson Microwave Anisotropy Probe (WMAP), що дав можливість точного визначення фундаментальних космологічних параметрів, включно з геометрією, віком і структурою Всесвіту. Оригінальний текст (англ.) [For their leadership of the Wilkinson Microwave Anisotropy Probe (WMAP) experiment, which has enabled precise determinations of the fundamental cosmological parameters, including the geometry, age and composition of the universe.] Помилка: {{Lang}}: не вказано код мови (допомога) |        |
| 2010 | Лайман Пейдж         | США             | За провідну роль в експерименті Wilkinson Microwave Anisotropy Probe (WMAP), що дав можливість точного визначення фундаментальних космологічних параметрів, включно з геометрією, віком і структурою Всесвіту. Оригінальний текст (англ.) [For their leadership of the Wilkinson Microwave Anisotropy Probe (WMAP) experiment, which has enabled precise determinations of the fundamental cosmological parameters, including the geometry, age and composition of the universe.] Помилка: {{Lang}}: не вказано код мови (допомога) |        |
| 2010 | Девід Сперджел       | США             | За провідну роль в експерименті Wilkinson Microwave Anisotropy Probe (WMAP), що дав можливість точного визначення фундаментальних космологічних параметрів, включно з геометрією, віком і структурою Всесвіту. Оригінальний текст (англ.) [For their leadership of the Wilkinson Microwave Anisotropy Probe (WMAP) experiment, which has enabled precise determinations of the fundamental cosmological parameters, including the geometry, age and composition of the universe.] Помилка: {{Lang}}: не вказано код мови (допомога) |        |
| 2011 | Енріко Коста         | Італія          | За провідну роль в космічних програмах, що дозволили продемонструвати космологічне походження гамма-сплесків — найпотужніших джерел енергії, відомих у Всесвіті. Оригінальний текст (англ.) [For their leadership of space missions that enabled the demonstration of the cosmological origin of gamma ray bursts, the brightest sources known in the universe.] Помилка: {{Lang}}: не вказано код мови (допомога) |        |
| 2011 | Джеральд Фішман      | США             | За провідну роль в космічних програмах, що дозволили продемонструвати космологічне походження гамма-сплесків — найпотужніших джерел енергії, відомих у Всесвіті. Оригінальний текст (англ.) [For their leadership of space missions that enabled the demonstration of the cosmological origin of gamma ray bursts, the brightest sources known in the universe.] Помилка: {{Lang}}: не вказано код мови (допомога) |        |
| 2012 | Джуїтт Девід         | США             | За відкриття і опис транснептунових об'єктів (практичне відкриття пояса Койпера), скарбу космічної археології, витоки якого сягають часів формування Сонячної системи і який виявився довго розшукуваним джерелом короткоперіодичних комет. Оригінальний текст (англ.) [For their discovery and characterization of trans-Neptunian bodies, an archeological treasure dating back to the formation of the solar system and the long-sought source of short period comets.] Помилка: {{Lang}}: не вказано код мови (допомога) |        |
| 2012 | Джейн Лу             | США             | За відкриття і опис транснептунових об'єктів (практичне відкриття пояса Койпера), скарбу космічної археології, витоки якого сягають часів формування Сонячної системи і який виявився довго розшукуваним джерелом короткоперіодичних комет. Оригінальний текст (англ.) [For their discovery and characterization of trans-Neptunian bodies, an archeological treasure dating back to the formation of the solar system and the long-sought source of short period comets.] Помилка: {{Lang}}: не вказано код мови (допомога) |        |
| 2013 | Стівен Балбус        | Велика Британія | За відкриття і дослідження магніторотаційної нестійкості та демонстрацію, що ця нестабільність призводить до турбулентності і є важливим механізмом передачі кутового моменту в акреційних дисках. Оригінальний текст (англ.) [For their discovery and study of the magnetorotational instability, and for demonstrating that this instability leads to turbulence and is a viable mechanism for angular momentum transport in astrophysical accretion disks.] Помилка: {{Lang}}: не вказано код мови (допомога) |        |
| 2013 | Джон Хаулі           | США             | За відкриття і дослідження магніторотаційної нестійкості та демонстрацію, що ця нестабільність призводить до турбулентності і є важливим механізмом передачі кутового моменту в акреційних дисках. Оригінальний текст (англ.) [For their discovery and study of the magnetorotational instability, and for demonstrating that this instability leads to turbulence and is a viable mechanism for angular momentum transport in astrophysical accretion disks.] Помилка: {{Lang}}: не вказано код мови (допомога) |        |
| 2014 | Даніель Айзенштайн   | США             | За внесок в уточнення космологічних моделей, пов'язаний з визначенням параметрів великомасштабного розподілу галактик, включаючи баріонні акустичні коливання і розподіл червоних зсувів близьких галактикОригінальний текст (англ.) ["For their contributions to the measurements of features in the large-scale structure of galaxies used to constrain the cosmological model including baryon acoustic oscillations and redshift-space distortions."] Помилка: {{Lang}}: не вказано код мови (допомога) |        |
| 2014 | Шон Кол              | Велика Британія | За внесок в уточнення космологічних моделей, пов'язаний з визначенням параметрів великомасштабного розподілу галактик, включаючи баріонні акустичні коливання і розподіл червоних зсувів близьких галактикОригінальний текст (англ.) ["For their contributions to the measurements of features in the large-scale structure of galaxies used to constrain the cosmological model including baryon acoustic oscillations and redshift-space distortions."] Помилка: {{Lang}}: не вказано код мови (допомога) |        |
| 2014 | Джон Пікок           | Велика Британія | За внесок в уточнення космологічних моделей, пов'язаний з визначенням параметрів великомасштабного розподілу галактик, включаючи баріонні акустичні коливання і розподіл червоних зсувів близьких галактикОригінальний текст (англ.) ["For their contributions to the measurements of features in the large-scale structure of galaxies used to constrain the cosmological model including baryon acoustic oscillations and redshift-space distortions."] Помилка: {{Lang}}: не вказано код мови (допомога) |        |
| 2015 | Вільям Борукі        | США             | За організацію і керівництво місією «Кеплер», що значно погибило людське знання про віддалені планетні системи та структури зірок.Оригінальний текст (англ.) ["For his conceiving and leading the Kepler mission which greatly advanced knowledge of both extrasolar planetary systems and stellar interiors."] Помилка: {{Lang}}: не вказано код мови (допомога) |        |
| 2016 | Рональд Древер       | Велика Британія | За ідею і розробку Лазерної інтерферометричної гравітаційно-хвильової обсерваторії (LIGO), чия пряма реєстрація гравітаційних хвиль відкриває нові горизонти в астрономії, і першим значущим відкриттям стало злиття двох чорних дір зоряної маси.Оригінальний текст (англ.) [for conceiving and designing the Laser Interferometer Gravitational-Wave Observatory (LIGO), whose recent direct detection of gravitational waves opens a new window in astronomy, with the first remarkable discovery being the merger of a pair of stellar mass black holes.] Помилка: {{Lang}}: не вказано код мови (допомога) |        |
| 2016 | Кіп Торн             | США             | За ідею і розробку Лазерної інтерферометричної гравітаційно-хвильової обсерваторії (LIGO), чия пряма реєстрація гравітаційних хвиль відкриває нові горизонти в астрономії, і першим значущим відкриттям стало злиття двох чорних дір зоряної маси.Оригінальний текст (англ.) [for conceiving and designing the Laser Interferometer Gravitational-Wave Observatory (LIGO), whose recent direct detection of gravitational waves opens a new window in astronomy, with the first remarkable discovery being the merger of a pair of stellar mass black holes.] Помилка: {{Lang}}: не вказано код мови (допомога) |        |
| 2016 | Райнер Вайсс         | США             | За ідею і розробку Лазерної інтерферометричної гравітаційно-хвильової обсерваторії (LIGO), чия пряма реєстрація гравітаційних хвиль відкриває нові горизонти в астрономії, і першим значущим відкриттям стало злиття двох чорних дір зоряної маси.Оригінальний текст (англ.) [for conceiving and designing the Laser Interferometer Gravitational-Wave Observatory (LIGO), whose recent direct detection of gravitational waves opens a new window in astronomy, with the first remarkable discovery being the merger of a pair of stellar mass black holes.] Помилка: {{Lang}}: не вказано код мови (допомога) |        |
| 2017 | Саймон Вайт          | Німеччина       | За його внесок в розуміння формування структури всесвіту. Використовуючи переконливе числове моделювання з урахуванням темної матерії і космологічних констант, їм було показано, яким чином невеликі флуктуації ранніх станів всесвіту розвинулися в галактики та інші нелінійні структуриОригінальний текст (англ.) [for his contributions to understanding structure formation in the Universe. With powerful numerical simulations he has shown how small density fluctuations in the early Universe develop into galaxies and other nonlinear structures, strongly supporting a cosmology with a flat geometry, and dominated by dark matter and a cosmological constant.] Помилка: {{Lang}}: не вказано код мови (допомога) |        |
| 2018 | Жан-Лу Пюже          | Франція         | Оригінальний текст (англ.) [for his contributions to astronomy in the infrared to submillimetre spectral range. He detected the cosmic far-infrared background from past star-forming galaxies, and proposed aromatic hydrocarbon molecules as a constituent of interstellar matter. With the Planck space mission, he has dramatically advanced our knowledge of cosmology in the presence of interstellar matter foregrounds.] Помилка: {{Lang}}: не вказано код мови (допомога) |        |
| 2019 | Едвард Керролл Стоун | США             | Оригінальний текст (англ.) [for his leadership in the Voyager project, which has, over the past four decades, transformed our understanding of the four giant planets and the outer solar system, and has now begun to explore interstellar space.] Помилка: {{Lang}}: не вказано код мови (допомога) |        |
| 2020 | Роджер Бландфорд     | США             | Оригінальний текст (англ.) [for his foundational contributions to theoretical astrophysics, especially concerning the fundamental understanding of active galactic nuclei, the formation and collimation of relativistic jets, the energy extraction mechanism from black holes, and the acceleration of particles in shocks and their relevant radiation mechanisms.] Помилка: {{Lang}}: не вказано код мови (допомога) | [ 43 ] |
| 2021 | Вікторія Каспі       | США / Канада    | Оригінальний текст (англ.) [for their contributions to our understanding of magnetars, a class of highly magnetized neutron stars that are linked to a wide range of spectacular, transient astrophysical phenomena. Through the development of new and precise observational techniques, they confirmed the existence of neutron stars with ultra-strong magnetic fields and characterized their physical properties. Their work has established magnetars as a new and important class of astrophysical objects.] Помилка: {{Lang}}: не вказано код мови (допомога) | [ 44 ] |
| 2021 | Хриса Кувеліоту      | Греція / США    | Оригінальний текст (англ.) [for their contributions to our understanding of magnetars, a class of highly magnetized neutron stars that are linked to a wide range of spectacular, transient astrophysical phenomena. Through the development of new and precise observational techniques, they confirmed the existence of neutron stars with ultra-strong magnetic fields and characterized their physical properties. Their work has established magnetars as a new and important class of astrophysical objects.] Помилка: {{Lang}}: не вказано код мови (допомога) | [ 44 ] |
| 2022 | Леннарт Ліндегрен    | Швеція          | Оригінальний текст (англ.) [for their lifetime contributions to space astrometry, and in particular for their role in the conception and design of the European Space Agency’s Hipparcos and Gaia missions.] Помилка: {{Lang}}: не вказано код мови (допомога) | [ 45 ] |
| 2022 | Майкл Перріман       | Ірландія        | Оригінальний текст (англ.) [for their lifetime contributions to space astrometry, and in particular for their role in the conception and design of the European Space Agency’s Hipparcos and Gaia missions.] Помилка: {{Lang}}: не вказано код мови (допомога) | [ 45 ] |
| 2023 | Метью Бейлс          | Австралія       | Оригінальний текст (англ.) [For the discovery of fast radio bursts (FRBs).] Помилка: {{Lang}}: не вказано код мови (допомога) | [ 46 ] |
| 2023 | Дункан Лорімер       | США             | Оригінальний текст (англ.) [For the discovery of fast radio bursts (FRBs).] Помилка: {{Lang}}: не вказано код мови (допомога) | [ 46 ] |
| 2023 | Мора МакЛафлін       | США             | Оригінальний текст (англ.) [For the discovery of fast radio bursts (FRBs).] Помилка: {{Lang}}: не вказано код мови (допомога) | [ 46 ] |

### Медицина і науки про життя

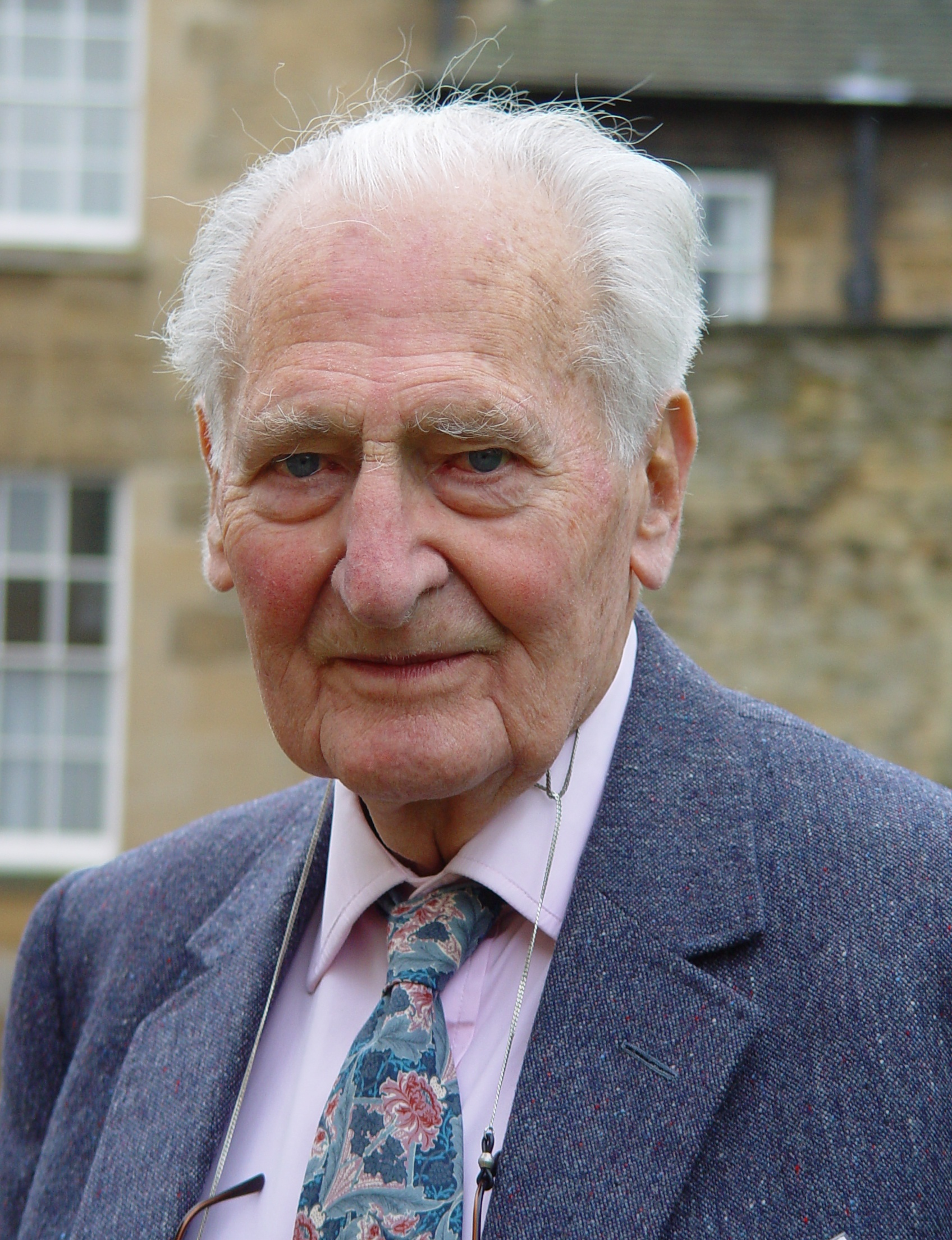
Річард Долл, один з лауреатів 2004 року в категорії медицини і наук про життя

| Рік     | Лауреати               | Країна          | Формулювання нагородження |        |
| ------- | ---------------------- | --------------- | --- | ------ |
| 2004    | Стенлі Коен            | США             | За їх відкриття в області клонування ДНК і генетичної інженерії. Оригінальний текст (англ.) [For their discoveries on DNA cloning and genetic engineering.] Помилка: {{Lang}}: не вказано код мови (допомога) |        |
| 2004    | Герберт Бойєр          | США             | За їх відкриття в області клонування ДНК і генетичної інженерії. Оригінальний текст (англ.) [For their discoveries on DNA cloning and genetic engineering.] Помилка: {{Lang}}: не вказано код мови (допомога) |        |
| 2004    | Кань Ютвай             | США             | За його відкриття в області поліморфізму ДНК і його вплив на людську генетику. Оригінальний текст (англ.) [For his discoveries on DNA polymorphism and its influence on human genetics.] Помилка: {{Lang}}: не вказано код мови (допомога) |        |
| 2004    | Сер Річард Долл        | Велика Британія | За його внесок у сучасну епідеміологію раку. Оригінальний текст (англ.) [For his contribution to modern cancer epidemiology.] Помилка: {{Lang}}: не вказано код мови (допомога) |        |
| 2005    | Сер Майкл Беррідж      | Велика Британія | За відкриття ролі кальцію як вторинного месенджера в регуляції клітинної активності. Оригінальний текст (англ.) [For his discoveries on calcium signalling in the regulation of cellular activity.] Помилка: {{Lang}}: не вказано код мови (допомога) |        |
| 2006    | Ван Сяодун             | США             | За відкриття біохімічних основ програмованої клітинної смерті — життєво важливого процесу, що контролює проліферацію клітин і запобігає раку. Оригінальний текст (англ.) [For his discovery of the biochemical basis of programmed cell death, a vital process that balances cell birth and defends against cancer.] Помилка: {{Lang}}: не вказано код мови (допомога) |        |
| 2007    | Роберт ЛефковіцNP      | США             | За невпинні дослідження головної рецепторної системи, що відповідає за реакцію клітин і органів на лікарські речовини і гормони. Оригінальний текст (англ.) [For his relentless elucidation of the major receptor system that mediates the response of cells and organs to drugs and hormones.] Помилка: {{Lang}}: не вказано код мови (допомога) |        |
| 2008[e] | Кейт Кемпбелл          | Велика Британія | За їх нещодавні кардинальні інновації в області обігу диференціації клітин ссавців, що просувають наші знання в біології розвитку. Оригінальний текст (англ.) [For their recent pivotal innovations in reversing the process of cell differentiation in mammals, a phenomenon which advances our knowledge of developmental biology.] Помилка: {{Lang}}: не вказано код мови (допомога) |        |
| 2008[e] | Сер Ян Вілмут          | Велика Британія | За їх нещодавні кардинальні інновації в області обігу диференціації клітин ссавців, що просувають наші знання в біології розвитку. Оригінальний текст (англ.) [For their recent pivotal innovations in reversing the process of cell differentiation in mammals, a phenomenon which advances our knowledge of developmental biology.] Помилка: {{Lang}}: не вказано код мови (допомога) |        |
| 2008[e] | Яманака Сін'яNP        | Японія          | За їх нещодавні кардинальні інновації в області обігу диференціації клітин ссавців, що просувають наші знання в біології розвитку. Оригінальний текст (англ.) [For their recent pivotal innovations in reversing the process of cell differentiation in mammals, a phenomenon which advances our knowledge of developmental biology.] Помилка: {{Lang}}: не вказано код мови (допомога) |        |
| 2009    | Дуглас Колеман         | США             | За роботу, яка привела до відкриття лептину — гормону, що регулює енергетичний обмін в організмі і масу тіла. Оригінальний текст (англ.) [For their work leading to the discovery of leptin, a hormone that regulates food intake and body weight.] Помилка: {{Lang}}: не вказано код мови (допомога) |        |
| 2009    | Джеффрі Фрідман        | США             | За роботу, яка привела до відкриття лептину — гормону, що регулює енергетичний обмін в організмі і масу тіла. Оригінальний текст (англ.) [For their work leading to the discovery of leptin, a hormone that regulates food intake and body weight.] Помилка: {{Lang}}: не вказано код мови (допомога) |        |
| 2010    | Девід Джуліус          | США             | За плідні дослідження молекулярних механізмів чутливості шкіри до больових стимулів і температури та включення гіперчутливості. Оригінальний текст (англ.) [For his seminal discoveries of molecular mechanisms by which the skin senses painful stimuli and temperature and produces pain hypersensitivity.] Помилка: {{Lang}}: не вказано код мови (допомога) |        |
| 2011    | Жуль ГоффманнNP        | Франція         | За відкриття молекулярного механізму вродженого імунітету — першої лінії оборони проти патогенів. Оригінальний текст (англ.) [For their discovery of the molecular mechanism of innate immunity, the first line of defense against pathogens.] Помилка: {{Lang}}: не вказано код мови (допомога) |        |
| 2011    | Руслан Меджитов        | США             | За відкриття молекулярного механізму вродженого імунітету — першої лінії оборони проти патогенів. Оригінальний текст (англ.) [For their discovery of the molecular mechanism of innate immunity, the first line of defense against pathogens.] Помилка: {{Lang}}: не вказано код мови (допомога) |        |
| 2011    | Брюс БетлерNP          | США             | За відкриття молекулярного механізму вродженого імунітету — першої лінії оборони проти патогенів. Оригінальний текст (англ.) [For their discovery of the molecular mechanism of innate immunity, the first line of defense against pathogens.] Помилка: {{Lang}}: не вказано код мови (допомога) |        |
| 2012    | Франц-Ульріх Гартль    | Німеччина       | За внесок у розкриття молекулярного механізму фолдингу білків — невід'ємного фактора багатьох клітинних функцій. Оригінальний текст (англ.) [For their contributions to the understanding of the molecular mechanism of protein folding. Proper protein folding is essential for many cellular functions.] Помилка: {{Lang}}: не вказано код мови (допомога) |        |
| 2012    | Артур Горвіч           | США             | За внесок у розкриття молекулярного механізму фолдингу білків — невід'ємного фактора багатьох клітинних функцій. Оригінальний текст (англ.) [For their contributions to the understanding of the molecular mechanism of protein folding. Proper protein folding is essential for many cellular functions.] Помилка: {{Lang}}: не вказано код мови (допомога) |        |
| 2013    | Джеффрі Голл           | США             | За розкриття молекулярних механізмів, що лежать в основі циркадних ритмівОригінальний текст (англ.) [For their discovery of molecular mechanisms underlying circadian rhythms.] Помилка: {{Lang}}: не вказано код мови (допомога) |        |
| 2013    | Майкл Росбаш           | США             | За розкриття молекулярних механізмів, що лежать в основі циркадних ритмівОригінальний текст (англ.) [For their discovery of molecular mechanisms underlying circadian rhythms.] Помилка: {{Lang}}: не вказано код мови (допомога) |        |
| 2013    | Майкл Янг              | США             | За розкриття молекулярних механізмів, що лежать в основі циркадних ритмівОригінальний текст (англ.) [For their discovery of molecular mechanisms underlying circadian rhythms.] Помилка: {{Lang}}: не вказано код мови (допомога) |        |
| 2014    | Кадзутосі Морі         | Японія          | За відкриття відповіді ЕПР на неправильний фолдінг білків — сигнального шляху клітини, який контролює гомеостаз органели і якість секретується білкових молекул в еукаріотичних клітинах.Оригінальний текст (англ.) [For their discovery of the Unfolded Protein Response of the endoplasmic reticulum, a cell signalling pathway that controls organelle homeostasis and quality of protein export in eukaryotic cells.] Помилка: {{Lang}}: не вказано код мови (допомога)                                              |        |
| 2014    | Пітер Волтер           | США             | За відкриття відповіді ЕПР на неправильний фолдінг білків — сигнального шляху клітини, який контролює гомеостаз органели і якість секретується білкових молекул в еукаріотичних клітинах.Оригінальний текст (англ.) [For their discovery of the Unfolded Protein Response of the endoplasmic reticulum, a cell signalling pathway that controls organelle homeostasis and quality of protein export in eukaryotic cells.] Помилка: {{Lang}}: не вказано код мови (допомога)                                              |        |
| 2015    | Бонні Басслер          | США             | За відкриття «відчуття кворуму» — здатності бактерій спілкуватися і координувати поведінку один з одним, що пропонує нові шляхи боротьби з бактеріальними патогенами і модуляції мікробіому для медичних цілейОригінальний текст (англ.) [For their discovery of quorum sensing, a process whereby bacteria communicate with each other and which offers innovative ways to interfere with bacterial pathogens or to modulate the microbiome for health applications.] Помилка: {{Lang}}: не вказано код мови (допомога) |        |
| 2015    | Еверетт Пітер Грінберг | США             | За відкриття «відчуття кворуму» — здатності бактерій спілкуватися і координувати поведінку один з одним, що пропонує нові шляхи боротьби з бактеріальними патогенами і модуляції мікробіому для медичних цілейОригінальний текст (англ.) [For their discovery of quorum sensing, a process whereby bacteria communicate with each other and which offers innovative ways to interfere with bacterial pathogens or to modulate the microbiome for health applications.] Помилка: {{Lang}}: не вказано код мови (допомога) |        |
| 2016    | Едріан Берд            | Велика Британія | За відкриття генетичних та молекулярних механізмів розвитку синдрому Ретта (цереброатрофичної гіпераммоніемії).Оригінальний текст (англ.) [For their discovery of the genes and the encoded proteins that recognize one chemical modification of the DNA of chromosomes that influences gene control as the basis of the developmental disorder Rett syndrome.] Помилка: {{Lang}}: не вказано код мови (допомога) |        |
| 2016    | Гуда Зогбі             | США             | За відкриття генетичних та молекулярних механізмів розвитку синдрому Ретта (цереброатрофичної гіпераммоніемії).Оригінальний текст (англ.) [For their discovery of the genes and the encoded proteins that recognize one chemical modification of the DNA of chromosomes that influences gene control as the basis of the developmental disorder Rett syndrome.] Помилка: {{Lang}}: не вказано код мови (допомога) |        |
| 2017    | Йен Гіббонс            | США             | За відкриття асоційованих з мікротрубочками моторних білків, керуючих клітинними і внутрішньоклітинними рухами, критичними для росту, ділення і виживання клітин людини.Оригінальний текст (англ.) [for their discovery of microtubule-associated motor proteins: engines that power cellular and intracellular movements essential to the growth, division, and survival of human cells.] Помилка: {{Lang}}: не вказано код мови (допомога)                                                                             |        |
| 2017    | Рональд Вейл           | США             | За відкриття асоційованих з мікротрубочками моторних білків, керуючих клітинними і внутрішньоклітинними рухами, критичними для росту, ділення і виживання клітин людини.Оригінальний текст (англ.) [for their discovery of microtubule-associated motor proteins: engines that power cellular and intracellular movements essential to the growth, division, and survival of human cells.] Помилка: {{Lang}}: не вказано код мови (допомога)                                                                             |        |
| 2018    | Мері-Клер Кінг         | США             | Оригінальний текст (англ.) [for her mapping of the first breast cancer gene. Using mathematical modeling, King predicted and then demonstrated that breast cancer can be caused by a single gene. She mapped the gene which facilitated its cloning and has saved thousands of lives.] Помилка: {{Lang}}: не вказано код мови (допомога) |        |
| 2019    | Марія Ясін             | США             | Оригінальний текст (англ.) [for her work showing that localized double strand breaks in DNA stimulate recombination in mammalian cells. This seminal work was essential for and led directly to the tools enabling editing at specific sites in mammalian genomes.] Помилка: {{Lang}}: не вказано код мови (допомога) |        |
| 2020    | Геро Мізенбек          | Австрія         | Оригінальний текст (англ.) [for the development of optogenetics, a technology that has revolutionized neuroscience.] Помилка: {{Lang}}: не вказано код мови (допомога) | [ 61 ] |
| 2020    | Петер Геґеманн         | Німеччина       | Оригінальний текст (англ.) [for the development of optogenetics, a technology that has revolutionized neuroscience.] Помилка: {{Lang}}: не вказано код мови (допомога) | [ 61 ] |
| 2020    | Георг Нагель           | Німеччина       | Оригінальний текст (англ.) [for the development of optogenetics, a technology that has revolutionized neuroscience.] Помилка: {{Lang}}: не вказано код мови (допомога) | [ 61 ] |
| 2021    | Скотт Д. Емр           | США             | Оригінальний текст (англ.) [for the landmark discovery of the ESCRT (Endosomal Sorting Complex Required for Transport) pathway, which is essential in diverse processes involving membrane biology, including cell division, cell-surface receptor regulation, viral dissemination, and nerve axon pruning. These processes are central to life, health and disease.] Помилка: {{Lang}}: не вказано код мови (допомога)                                                                                                  | [ 62 ] |
| 2022    | Пол Негулеску          | США             | Оригінальний текст (англ.) [for landmark discoveries of the molecular, biochemical, and functional defects underlying cystic fibrosis and the identification and development of medicines that reverse those defects and can treat most people affected by this disorder. Together, these discoveries and medicines are alleviating human suffering and saving lives] Помилка: {{Lang}}: не вказано код мови (допомога).                                                                                                 | [ 45 ] |
| 2022    | Майкл Велш             | США             | Оригінальний текст (англ.) [for landmark discoveries of the molecular, biochemical, and functional defects underlying cystic fibrosis and the identification and development of medicines that reverse those defects and can treat most people affected by this disorder. Together, these discoveries and medicines are alleviating human suffering and saving lives] Помилка: {{Lang}}: не вказано код мови (допомога).                                                                                                 | [ 45 ] |
| 2023    | Патрик Крамер          | Німеччина       | Оригінальний текст (англ.) [For pioneering structural biology that enabled visualisation, at the level of individual atoms, of the protein machines responsible for gene transcription, one of life’s fundamental processes. They revealed the mechanism underlying each step in gene transcription, how proper gene transcription promotes health, and how dysregulation causes disease] Помилка: {{Lang}}: не вказано код мови (допомога).                                                                             | [ 46 ] |
| 2023    | Єва Ногалес            | США             | Оригінальний текст (англ.) [For pioneering structural biology that enabled visualisation, at the level of individual atoms, of the protein machines responsible for gene transcription, one of life’s fundamental processes. They revealed the mechanism underlying each step in gene transcription, how proper gene transcription promotes health, and how dysregulation causes disease] Помилка: {{Lang}}: не вказано код мови (допомога).                                                                             | [ 46 ] |

### Математика

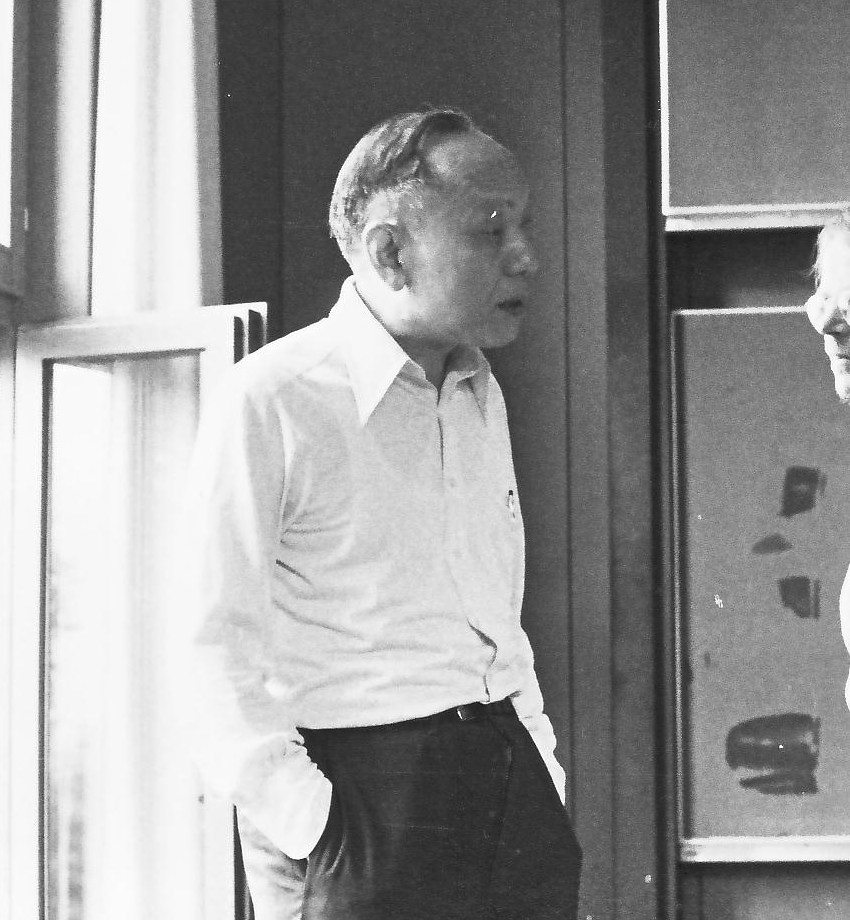
Чень Сіншень, лауреат премії 2004 року в галузі математики

| Рік  | Лауреати             | Країна          | Формулювання нагородження |        |
| ---- | -------------------- | --------------- | --- | ------ |
| 2004 | Шіінг-Шен Черн       | КНР             | За заснування глобальної диференціальної геометрії і безперервне лідерство в цій галузі, що привело до прекрасних розробок, які знаходяться в центрі сучасної математики. Оригінальний текст (англ.) [For his initiation of the field of global differential geometry and his continued leadership of the field, resulting in beautiful developments that are at the centre of contemporary mathematics.] Помилка: {{Lang}}: не вказано код мови (допомога) |        |
| 2005 | Ендрю Вайлс          | Велика Британія | За його доведення Великої теореми Ферма. Оригінальний текст (англ.) [For his proof of Fermat's Last Theorem.] Помилка: {{Lang}}: не вказано код мови (допомога) |        |
| 2006 | Девід Мамфорд        | США             | За внесок в математику і нові міждисциплінарні сфери теорії інваріантів і дослідження многовидів. Оригінальний текст (англ.) [For his contributions to mathematics, and to the new interdisciplinary fields of pattern theory and vision research.] Помилка: {{Lang}}: не вказано код мови (допомога) |        |
| 2006 | У Веньцзюнь          | КНР             | За внесок у нову міждисциплінарну сферу математичної механізації. Оригінальний текст (англ.) [For his contributions to the new interdisciplinary field of mathematics mechanization.] Помилка: {{Lang}}: не вказано код мови (допомога) |        |
| 2007 | Роберт Ленглендс     | Канада          | За розробку загальної математичної теорії («програми Ленглендса»), що пов'язує прості числа і симетрію. Оригінальний текст (англ.) [For initiating and developing a grand unifying vision of mathematics that connects prime numbers with symmetry.] Помилка: {{Lang}}: не вказано код мови (допомога) |        |
| 2007 | Річард Тейлор        | Велика Британія | За розробку загальної математичної теорії («програми Ленглендса»), що пов'язує прості числа і симетрію. Оригінальний текст (англ.) [For initiating and developing a grand unifying vision of mathematics that connects prime numbers with symmetry.] Помилка: {{Lang}}: не вказано код мови (допомога) |        |
| 2008 | Володимир Арнольд    | Росія           | За їх широкий та істотний внесок у математичну фізику. Оригінальний текст (англ.) [For their widespread and influential contributions to Mathematical Physics.] Помилка: {{Lang}}: не вказано код мови (допомога) |        |
| 2008 | Людвіг Фадєєв        | Росія           | За їх широкий та істотний внесок у математичну фізику. Оригінальний текст (англ.) [For their widespread and influential contributions to Mathematical Physics.] Помилка: {{Lang}}: не вказано код мови (допомога) |        |
| 2009 | Саймон Дональдсон    | Велика Британія | За приголомшливий внесок в геометрію три- і чотиривимірного простору. Оригінальний текст (англ.) [For their many brilliant contributions to geometry in 3 and 4 dimensions.] Помилка: {{Lang}}: не вказано код мови (допомога) |        |
| 2009 | Кліффорд Таубес      | США             | За приголомшливий внесок в геометрію три- і чотиривимірного простору. Оригінальний текст (англ.) [For their many brilliant contributions to geometry in 3 and 4 dimensions.] Помилка: {{Lang}}: не вказано код мови (допомога) |        |
| 2010 | Жан Бурген           | Бельгія         | За роботи з математичного аналізу і його застосування у різних областях, включно з диференціальними рівняннями з частинними похідними, математичною фізикою, теорією чисел, ергодичною теорією і теоретичною інформатикою. Оригінальний текст (англ.) [For his profound work in mathematical analysis and its application to partial differential equations, mathematical physics, combinatorics, number theory, ergodic theory and theoretical computer science.] Помилка: {{Lang}}: не вказано код мови (допомога)                                                                    |        |
| 2011 | Димитріос Христодулу | Греція          | За інноваційні роботи з нелінійних диференціальних рівнянь в окремих похідних лоренцевої метрики і ріманової геометрії і їх застосування у загальній теорії відносності і топології. Оригінальний текст (англ.) [For their highly innovative works on nonlinear partial differential equations in Lorentzian and Riemannian geometry and their applications to general relativity and topology.] Помилка: {{Lang}}: не вказано код мови (допомога) |        |
| 2011 | Річард Гамільтон     | США             | За інноваційні роботи з нелінійних диференціальних рівнянь в окремих похідних лоренцевої метрики і ріманової геометрії і їх застосування у загальній теорії відносності і топології. Оригінальний текст (англ.) [For their highly innovative works on nonlinear partial differential equations in Lorentzian and Riemannian geometry and their applications to general relativity and topology.] Помилка: {{Lang}}: не вказано код мови (допомога) |        |
| 2012 | Максим Концевич      | Франція         | За низку піонерських досліджень в алгебрі, геометрії і математичній фізиці, і зокрема, в квантизації деформації, інтегруванні руху і дзеркальній симетрії. Оригінальний текст (англ.) [For his pioneering works in algebra, geometry and mathematical physics and in particular deformation quantization, motivic integration and mirror symmetry.] Помилка: {{Lang}}: не вказано код мови (допомога) |        |
| 2013 | Девід Лі Донохо      | США             | За ґрунтовний внесок у сучасну математичну статистику, зокрема, за розробку оптимальних алгоритмів для статистичної оцінки в присутності шуму і ефективних методик для розрідженого уявлення і відновлення великих масивів інформаціїОригінальний текст (англ.) [For his profound contributions to modern mathematical statistics and in particular the development of optimal algorithms for statistical estimation in the presence of noise and of efficient techniques for sparse representation and recovery in large data-sets.] Помилка: {{Lang}}: не вказано код мови (допомога) |        |
| 2014 | Джордж Люстиґ        | США             | За його фундаментальний внесок в алгебру, алгебраїчну геометрію і теорію уявлень і за з'єднання їх воєдино, що дозволило як вирішити давно чекали цього завдання, так і виявити нові красиві зв'язки.Оригінальний текст (англ.) [For his fundamental contributions to algebra, algebraic geometry, and representation theory, and for weaving these subjects together to solve old problems and reveal beautiful new connections.] Помилка: {{Lang}}: не вказано код мови (допомога) |        |
| 2015 | Герд Фалтінгс        | Німеччина       | За введення і розвиток базових інструментів теорії чисел, що дозволили їм та іншим вирішити деякі завдання що стали класичнимиОригінальний текст (англ.) [For their introduction and development of fundamental tools in number theory, allowing them as well as others to resolve some longstanding classical problems.] Помилка: {{Lang}}: не вказано код мови (допомога) |        |
| 2015 | Генрик Іванец        | США             | За введення і розвиток базових інструментів теорії чисел, що дозволили їм та іншим вирішити деякі завдання що стали класичнимиОригінальний текст (англ.) [For their introduction and development of fundamental tools in number theory, allowing them as well as others to resolve some longstanding classical problems.] Помилка: {{Lang}}: не вказано код мови (допомога) |        |
| 2016 | Найджел Гітчин       | Велика Британія | За його великий вклад в геометрію, теорію уявлень і теоретичну фізику.Оригінальний текст (англ.) [For his far reaching contributions to geometry, representation theory and theoretical physics. The fundamental and elegant concepts and techniques that he has introduced have had wide impact and are of lasting importance.] Помилка: {{Lang}}: не вказано код мови (допомога) |        |
| 2017 | Янош Коллар          | США             | За їх чудові результати в багатьох центральних розділах геометрії алгебри, які перетворили цю галузь і привели до вирішення давніх проблем, які здавалися недосяжними..Оригінальний текст (англ.) [for their remarkable results in many central areas of algebraic geometry, which have transformed the field and led to the solution of long-standing problems that had appeared out of reach.] Помилка: {{Lang}}: не вказано код мови (допомога) |        |
| 2017 | Клер Вуазен          | Франція         | За їх чудові результати в багатьох центральних розділах геометрії алгебри, які перетворили цю галузь і привели до вирішення давніх проблем, які здавалися недосяжними..Оригінальний текст (англ.) [for their remarkable results in many central areas of algebraic geometry, which have transformed the field and led to the solution of long-standing problems that had appeared out of reach.] Помилка: {{Lang}}: не вказано код мови (допомога) |        |
| 2018 | Луїс Каффареллі      | Аргентина       | Оригінальний текст (англ.) [for his groundbreaking work on partial differential equations, including creating a theory of regularity for nonlinear equations such as the Monge–Ampère equation, and free-boundary problems such as the obstacle problem, work that has influenced a whole generation of researchers in the field.] Помилка: {{Lang}}: не вказано код мови (допомога). |        |
| 2019 | Мішель Талагран      | Франція         | Оригінальний текст (англ.) [for his work on concentration inequalities, on suprema of stochastic processes and on rigorous results for spin glasses] Помилка: {{Lang}}: не вказано код мови (допомога). |        |
| 2020 | Олександр Бейлінсон  | Росія / США     | Оригінальний текст (англ.) [for their huge influence on and profound contributions to representation theory, as well as many other areas of mathematics.] Помилка: {{Lang}}: не вказано код мови (допомога) | [ 77 ] |
| 2020 | Давид Каждан         | США / Ізраїль   | Оригінальний текст (англ.) [for their huge influence on and profound contributions to representation theory, as well as many other areas of mathematics.] Помилка: {{Lang}}: не вказано код мови (допомога) | [ 77 ] |
| 2021 | Жан-Мішель Бісмут    | Франція         | Оригінальний текст (англ.) [for their remarkable insights that have transformed, and continue to transform, modern geometry.] Помилка: {{Lang}}: не вказано код мови (допомога) | [ 78 ] |
| 2021 | Джефф Чигер          | США             | Оригінальний текст (англ.) [for their remarkable insights that have transformed, and continue to transform, modern geometry.] Помилка: {{Lang}}: не вказано код мови (допомога) | [ 78 ] |
| 2022 | Нога Алон            | Ізраїль / США   | Оригінальний текст (англ.) [for their remarkable contributions to discrete mathematics and model theory with interaction notably with algebraic geometry, topology and computer sciences.] Помилка: {{Lang}}: не вказано код мови (допомога) | [ 79 ] |
| 2022 | Егуд Грушовський     | Велика Британія | Оригінальний текст (англ.) [for their remarkable contributions to discrete mathematics and model theory with interaction notably with algebraic geometry, topology and computer sciences.] Помилка: {{Lang}}: не вказано код мови (допомога) | [ 79 ] |
| 2023 | Володимир Дрінфельд  | Україна / США   | За їхній внесок у математичну фізику, арифметичну геометрію, диференціальну геометрію та геометрію Келера Оригінальний текст (англ.) [for their contributions related to mathematical physics, to arithmetic geometry, to differential geometry and to Kähler geometry.] Помилка: {{Lang}}: не вказано код мови (допомога) | [ 80 ] |
| 2023 | Шинтан Яу            | КНР             | За їхній внесок у математичну фізику, арифметичну геометрію, диференціальну геометрію та геометрію Келера Оригінальний текст (англ.) [for their contributions related to mathematical physics, to arithmetic geometry, to differential geometry and to Kähler geometry.] Помилка: {{Lang}}: не вказано код мови (допомога) | [ 80 ] |